# 필요
|                                                      |
| 불법행위법                                           |
| 영미법 시리즈                                        |
| 과실                                                 |
| 주의의무 · 주의기준                                  |
| 근인 · 사실추정의 원칙                               |
| 과실계산 · 가해자 완전책임                           |
| 과실의 정신적 가해행위                               |
| 구조원칙 · 구조의무                                  |
| 법률상 불법행위                                      |
| 제조물책임법 · 고위험 행위                           |
| 불법침입인 · 승낙출입자 · 고객                       |
| 유인적 위험물                                        |
| 재산관련 불법행위                                    |
| 불법침해 · 컨버전                                    |
| 압류동산회복소송 · 동산점유회복소송 · 횡령물회복소송 |
| 유해물                                               |
| 근린방해 · 라일랜즈 대 플레처 판결                   |
| 의도적 불법행위                                      |
| 폭행위협 · 폭행 · 불법감금                           |
| 정신적 피해                                          |
| 승낙 · 필요 · 자기방어                               |
| 명예관련 불법행위                                    |
| 명예훼손 · 사생활 침해                               |
| 신뢰훼손 · 절차악용                                  |
| 악의적 기소                                          |
| 경제적 불법행위                                      |
| 사기 · 불법적 간섭                                   |
| 음모 · 영업방해                                      |
| 의무, 변론, 구제방법                                 |
| 상대적 과실과 과실 기여                              |
| 명백한 회피 기회 원칙                                |
| 상급자책임 · 동의는 권리침해 성립을 조각             |
| 패륜적 계약에서 채권발생 없다                        |
| 손해배상 · 금지명령                                  |
| 영미법                                               |
| 미국의 계약법 · 미국의 재산법                        |
| 미국의 유언신탁법                                    |
| 미국의 형법 · 미국의 증거법                          |

필요(必要, Necessity)는 영미법에서 형사적 혹은 민사적 손해배상 책임을 면하게 해주는 항변의 하나이다. 필요 항변은 의도적인 불법행위를 상대로 할 수 있으며 필요가 성립하는 경우는 다음과 같다.
- 강풍으로 인해 스카이다이버가 김성식 씨의 논밭으로 착륙한 경우.
- 소방관이 화재를 진압하기 위해 무단으로 집으로 침입한 경우.

## 주요판례
- Vincent v. Lake Erie Transportation Co.
- Surocco v. Geary
- Wegner v. Milwaukee Mutual Ins. Co.

## 같이 보기
- 긴급피난

## 참고 문헌
- 이상윤, 『영미법 - 개정판』, 박영사, 2000. (ISBN 8910451602).
- Black's Law Dictionary, 1486 (8th ed. 2004).